# جمهوری خلق تووا
جمهوری خلق تووا (تووایی: Тыва Арат Республик؛ ینگه‌الفبا: Tьvа Arat Respuʙlik)، که تا سال ۱۹۲۶ به نام جمهوری خلق توننا تووا شناخته می‌شد، یک دولت سوسیالیستی با رسمیت محدود بود که میان سال‌های ۱۹۲۱ و ۱۹۴۴ وجود داشت. این کشور در همان منطقه تحت‌الحمایه پیشین تووا در امپراتوری روسیه یا جمهوری تووای امروزی در فدراسیون روسیه قرار دارد.
اتحاد شوروی و مغولستان تنها کشورهایی در جهان بودند که این کشور را به رسمیت می‌شناختند (به ترتیب در ۱۹۲۴ و ۱۹۲۶). این کشور بیشتر به عنوان دولت دست‌نشانده شوروی شناخته می‌شد و پس از یک دوره افزایش نفوذ شوروی، سرانجام در اکتبر ۱۹۴۴ به جمهوری روسیه این اتحادیه پیوست.

## جمعیت
|            | ۱۹۱۸   | ۱۹۳۱   | ۱۹۴۴      | ۱۹۵۸    |
| ---------- | ------ | ------ | --------- | ------- |
| تووایی     | ۴۸٬۰۰۰ | ۶۴٬۹۰۰ | ۸۱٬۱۰۰    | ۹۸٬۰۰۰  |
| روس و سایر | ۱۲٬۰۰۰ | ۱۷٬۳۰۰ | ۱۴٬۳۰۰الف | ۷۳٬۹۰۰  |
| کل         | ۶۰٬۰۰۰ | ۸۲٬۲۰۰ | ۹۵٬۴۰۰    | ۱۷۱٬۹۰۰ |

کاهش جمعیت روس به دلیل خدمت وظیفه عمومی ارتش سرخ در زمان جنگ جهانی دوم بود.